# Anna Naszkiewicz
Anna Naszkiewicz z domu Pogorzelska (ur. 29 maja 1980 w Suwałkach) – polska samorządowiec i menedżer, od 2014 do 2018 wicemarszałek województwa podlaskiego.

## Życiorys
Absolwentka I Liceum Ogólnokształcącego im. Marii Konopnickiej w Suwałkach i studiów prawniczych na Wydziale Prawa Uniwersytetu w Białymstoku. Zdała także egzamin dla kandydatów do rad nadzorczych spółek Skarbu Państwa i uzyskała uprawnienia nadzorcy nieruchomości. Była związana z organizacjami pozarządowymi i regionalnymi, zajmując się rozwojem i środkami unijnymi. Przygotowywała projekty dotyczące działalności Parku Naukowo-Technologicznym Polska-Wschód w Suwałkach, objęła później funkcję jego wicedyrektora. Pracowała również jako doradca wojewody podlaskiego i nauczyciel akademicki. Objęła funkcję prezesa zarządu w Agencji Rozwoju Regionalnego ARES w Suwałkach.
Zaangażowała się w działalność polityczną w ramach Platformy Obywatelskiej, została przewodniczącą jej suwalskich struktur. Z jej ramienia kandydowała bez powodzenia do Parlamentu Europejskiego w 2009 i do rady miejskiej w Suwałkach w 2010. W 2014, 2018 i 2024 uzyskiwała mandat radnej sejmiku podlaskiego V, VI i VII kadencji. 8 grudnia 2014 objęła stanowisko wicemarszałka województwa podlaskiego. 11 grudnia 2018 zakończyła pełnienie tej funkcji. W 2019 została przewodniczącą rady nadzorczej suwalskiej spółki komunalnej – Przedsiębiorstwa Wodociągów i Kanalizacji. W 2024 z ramienia Koalicji Obywatelskiej wystartowała w kolejnych wyborach europejskich.